# Corriente periódica
A diferencia de la corriente continua que posee siempre el mismo valor, esto es, un flujo de cargas constantes a lo largo del tiempo, en una corriente periódica el flujo de cargas toma una serie de valores distintos que se repiten con el tiempo. 

Si las cargas se desplazan siempre en la misma dirección se dice que la corriente es pulsatoria y en caso contrario alterna.
En la figura de la derecha pueden observarse algunos ejemplos de ondas de distintas corrientes periódicas. Los tipos a, d y e son corrientes alternas y b, c y f son pulsatorias.

## Parámetros característicos
Ademaś de la frecuencia o el período de una corriente periódica, se pueden considerar otros parámetros relacionados con sus valores de intensidad, I, o tensión, V. A continuación se indican los más frecuentes (a o A pueden sustituirse por I o V según interese):
- Valor instantáneo (a(t)): Es el que toma la ordenada en un instante, t, determinado.

- máximo (A0): Equivale a la amplitud de la onda. También se conoce como valor de pico.

- Valor pico a pico (App): Diferencia entre su pico o máximo positivo y su pico negativo.

- Valor medio (Amed): Valor del área que forma con el eje de abscisas partido por su período. El área se considera positiva si está por encima del eje de abscisas y negativa si está por debajo.

- Valor eficaz (A): El que produce el mismo efecto calorífico que su equivalente en corriente continua. Matemáticamente, el valor eficaz de una magnitud variable con el tiempo, se define como la raíz cuadrada de la media de los cuadrados de los valores instantáneos alcanzados durante un período:

{\displaystyle A={\sqrt {{1 \over {T}}{\int _{t_{0}}^{T+t_{0}}a^{2}(t)dt}}}}
- Factor de amplitud ({\displaystyle \quad \xi _{a}}): Cociente entre el valor máximo y el eficaz.

- Factor de forma ({\displaystyle \quad \xi _{f}}): Cociente entre el valor eficaz y su valor medio en un semiperíodo.

En la tabla siguiente se indican los valores de algunas corrientes periódicas:
| FACTOR                         | Senoidal                                      | Cuadrada                         | Media onda senoidal         | Doble onda senoidal         | Triangular                          |
| ------------------------------ | --------------------------------------------- | -------------------------------- | --------------------------- | --------------------------- | ----------------------------------- |
| {\displaystyle \quad A_{pp}}   | {\displaystyle \quad 2A_{o}}                  | {\displaystyle \quad 2A_{o}}     | {\displaystyle \quad A_{o}} | {\displaystyle \quad A_{o}} | {\displaystyle \quad 2A_{o}}        |
| {\displaystyle \quad A}        | {\displaystyle \quad A_{o} \over {\sqrt {2}}} | n/d                              | n/d                         | n/d                         | n/d                                 |
| {\displaystyle \quad \xi _{a}} | {\displaystyle \quad {\sqrt {2}}}             | {\displaystyle \quad {\mbox{1}}} | n/d                         | n/d                         | {\displaystyle \quad {\sqrt {3}}}   |
| {\displaystyle \quad \xi _{f}} | {\displaystyle \quad {\mbox{1,11}}}           | {\displaystyle \quad {\mbox{1}}} | n/d                         | n/d                         | {\displaystyle \quad {\mbox{1,15}}} |